# 퍼시 리자
퍼시 리자(Percy Liza), 본명 카를로스 퍼시 리자 에스피노자(Carlos Percy Liza Espinoza, 2000년 4월 10일 ~ )는 킬리안 음바페와 닮은 외모로 인해 음발리자(Mbaliza)라는 이름으로도 알려진 페루의 프로 축구 선수로, 페루 프리메라 디비시온 클럽 카를로스 A. 마누치(Carlos A. Mannucci)에서 공격수로 활약하고 있다.
침보테에서 태어나고 자란 그는 17세에 리마에 정착했고, 스포르팅 크리스탈은 수도로 이적한 후 그를 징계하기로 했다. 2018년에 리저브 팀을 빠르게 통과한 후, 18세의 나이로 2019년 4월 1군에서 공식 데뷔했다. 경력 초기에 부상을 입기 쉬웠지만, 그는 리저브에서 한 시즌 더 활약하며 그 해에 두 번의 챔피언십을 차지했다. 이듬해 그는 클럽의 핵심 선수로 자리매김하며 2020 시즌 첫 우승을 차지했다. 이어진 또 다른 시즌, 리사는 토르네오 아페르투라와 코파 비센테나리오에서 우승을 차지했고, 대회 준우승을 차지했다.

## 경력

### 유스 경력
- 2012 호세 갈베스 FBC
- 2013 AD 호세 갈베스
- 2014 데포르티보 호세 올라야
- 2014 침보테 훈련 센터
- 2015 시데르페루 아카데미
- 2016-2017 산페드로 대학교
- 2018-2019 스포르팅 크리스탈

### 시니어 경력
- 2018–2019 스포르팅 크리스탈 B
- 2019-2022 스포르팅 크리스탈
- 2022-2023 CS 마리티무

### 국제 경력
- 2023~ 페루 축구 국가대표팀